# Paeonia anomala
Paeonia anomala es una especie de herbácea perenne peonía. El nombre vernáculo en Rusia es  'Пион необыча́йный'  (Pion neobycháynyy) que significa "peonía anómala", en kazajo se llama  'кәдімгі Таушымылдық'  (kädimgi Tawşımıldıq) "peonía común", en Mongolia  'Ягаан цээнэ'  (Yagaan tseene) "peonía rosa", y en China  '新疆 芍药'  (xin jiang shao yao), "peonía de Xinjiang". Estas plantas tienen una altura de 1 m, tienen una raíz irregular gruesa y raíces laterales delgadas, y hojas profundamente incisas, con las mismas hojas divididas en segmentos finos. Casi siempre tiene solo una flor completamente desarrollada por tallo, magenta-rojo o rara vez rosa o blanca. La especie se encuentra en una zona entre el norte de Rusia Europea y el norte de Mongolia y al sur de las Montañas Tian Shan. P. Anomala lleva flores a principios de verano.
En cultivos de jardín, requiere sol o media sombra y suelo bien drenado. Se cultivan formas doble flor.

## Description

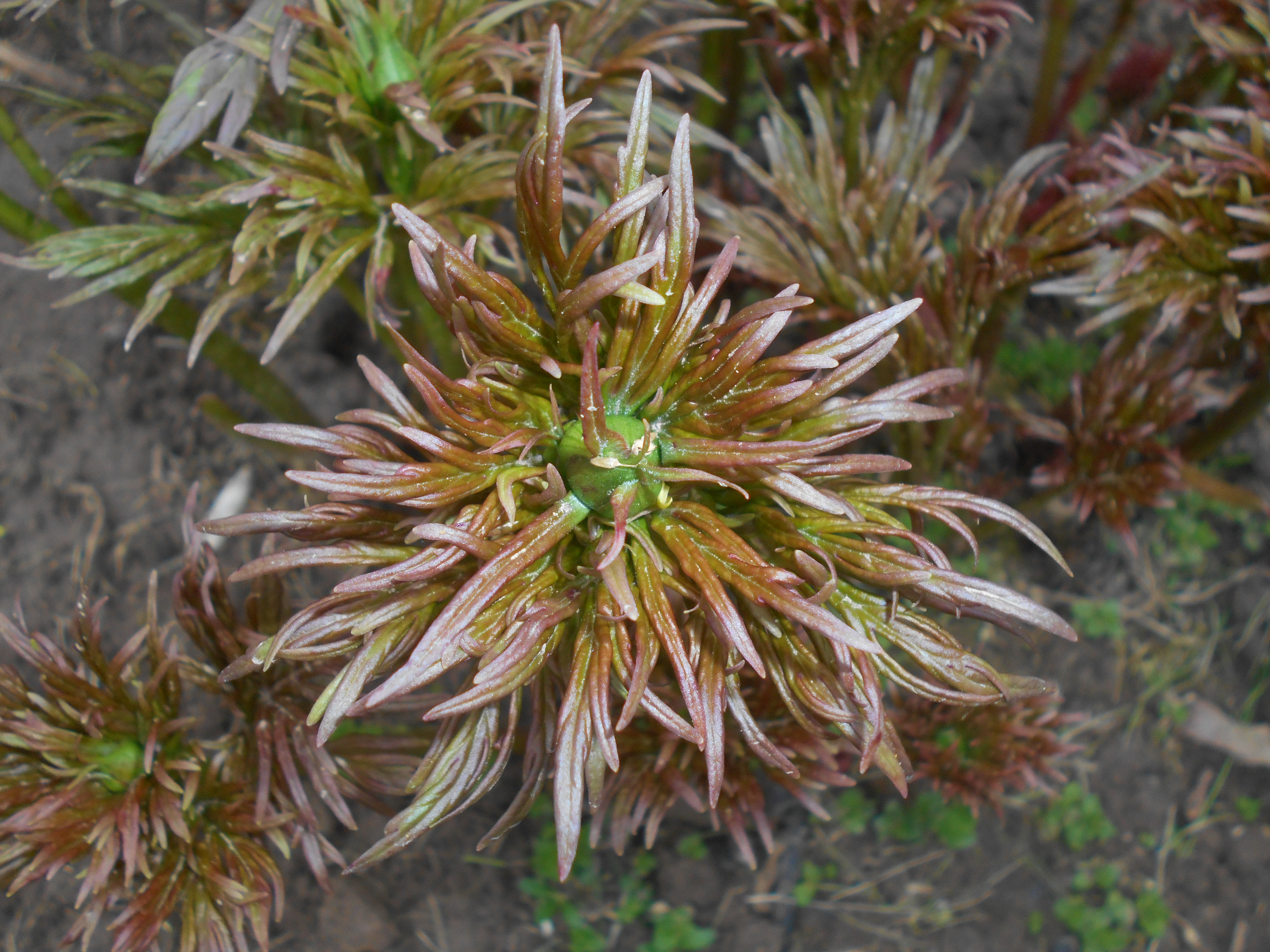
Nuevo brote con un capullo floral

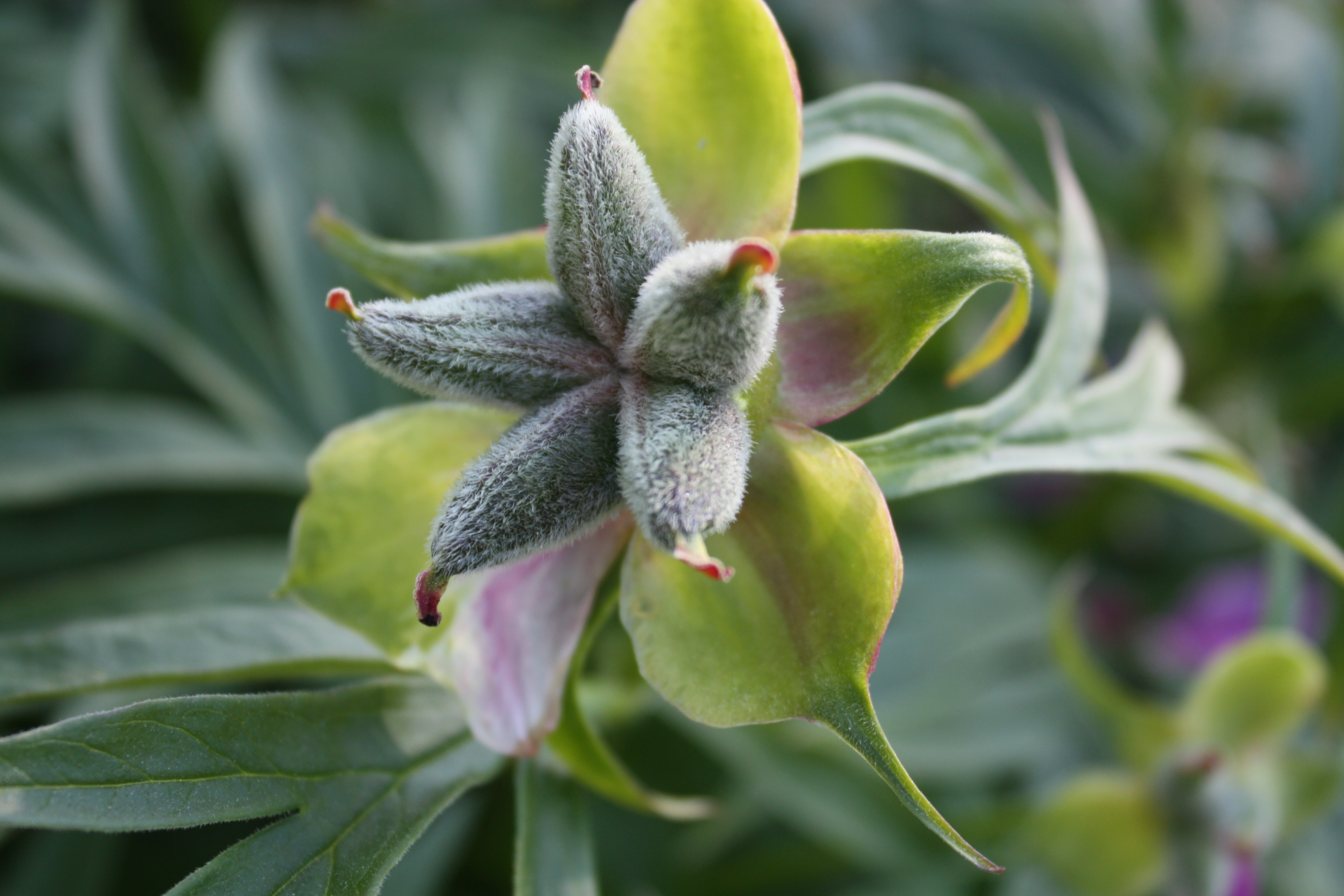
Folículos

Paeonia anomala  es una especie no leñosa de peonía de 50 cm – 1 m de altura, con una raíz irregular en forma de zanahoria de más de 50 cm de largo y 2 cm de espesor, gradualmente adelgazando hacia abajo y delimitando las raíces laterales. Como todas las peonías diploides, tiene 10 cromosomas (2n = 10).

### Hojas y tallos
Las hojas no tienen vaina o estipulación y están dispuestas alternativamente a lo largo del tallo, se dividen en un peciolo y una hoja laminada. La lámina de la hoja es doble-compuesta o profundamente incisas, primero en tres peciolos, ellas mismas se combinan de forma palmeada o se dividen en profundidad (esto se denomina biternado), cada una de las cuales se divide en segmentos que son lobulados, lo que da como resultado setenta a cien segmentos de 7 mm -3 cm de ancho. Al final de la temporada de crecimiento, las hojas pueden volverse de un color rojo vivo.

### Inflorescencia
Una o muy raramente dos flores hermafroditas se desarrollan completamente en cada tallo, mientras que uno o dos capullos de flores se detienen en su desarrollo, y de dos a cinco brácteas similares están presentes. Las flores quedan algo agachadas. Cada flor tiene de tres a cinco sépalos coriurosos que en su mayoría terminan en una punta estirada, lo que la hace "frondosa", pero a veces uno y dos sépalos pueden obovarse con una punta redondeada, que no cae después de la floración. La corola generalmente consta de seis a nueve ciclamenes oblongos o, rara vez, pétalos de color rosa a blanco de 3-6,5 cm × 1,5-3 cm. Hacia el centro de la flor hay muchos estambres que consisten en filamentos de 0,5 a 1 cm con anteras que maduran de adentro hacia afuera, se abren con hendiduras y liberan polen amarillo. El polen se libera en grupos de cuatro granos juntos. Dependiendo de la latitud y la altitud, las flores se abren entre abril y julio y se dice que huelen a lirio de los valles. Los pétalos y estambres se desprenden después de la floración. Los dos a cinco carpelos son inicialmente de color amarillo pálido con estigmas rojizos, pero eventualmente se vuelven verdes, pueden estar sin pelo o cubiertos de pelos suaves. Dentro, se desarrollan varias semillas grandes, inicialmente rojas pero eventualmente negras brillantes de 6 × 4 mm, y cada carpelo se abre por una hendidura en toda la longitud. Cabezas de semillas maduras pueden estar presentes durante agosto y septiembre.

### Diferencias con especies relacionadas
Algunas otras especies de peonías no son leñosas y tienen hojas finamente segmentadas. Paeonia tenuifolia tiene incluso más hojas divididas con segmentos estrechos de hasta 6 mm de ancho, las hojas basales consisten en más de ciento treinta segmentos. Paeonia emodi tiene aproximadamente 15 segmentos completos por hoja basal. Sin embargo, P. anomala se parece mucho a Paeonia intermedia, de la que puede distinguirse porque esta última tiene muchas raíces en forma de huso y al menos los dos sépalos más internos están redondeados. Aún más morfológicamente similar es Paeonia veitchii que se diferencia solo de esta especie porque generalmente tiene de dos a cuatro flores por tallo, además de dos brotes sin desarrollar, en lugar de una sola flor, rara vez dos, además de algunos brotes sin desarrollar.

## Taxonomía

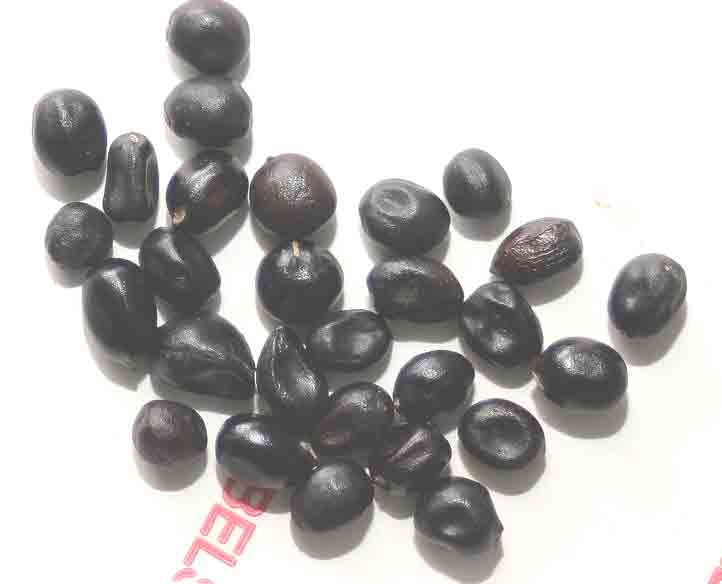
Semillas

### Historia Taxonómica
Paeonia anomala fue descrita por primera vez por Carl Linnaeus en 1771, basada en una planta de Siberia. Pallas describió en 1789 otras tres especies, P. laciniata y P. siberiaca también de Siberia, y P. hybrida que se desarrolló a partir de semillas supuestamente de un espécimen de P. tenuifolia en el Jardín Botánico de San Petersburgo. En 1818, Anderson simplemente reconoció a P. anomala, considerando a P. hybrida como un sinónimo de P. tenuifolia. En el mismo año, Augustin Pyramus de Candolle distinguió entre P. laciniata, P. anomala y P. hybrida, pero sinonimizó a P. laciniata con P. anomala en 1824. En 1830 Meyer nombró una cuarta especie, P. intermedia, que había sido recolectada en las montañas de Altái. Ledebour (1842) citó a P. hybrida y P. intermedia, pero trató a P. laciniata como un sinónimo de P. anomala. Von Trautvetter en 1860 pensó que solo existía una especie, y trató a P. hybrida como una variedad de P. anomala, mientras consideraba a P. intermedia como una forma dentro de esa variedad. La delineación más amplia de P. anomala fue hecha por Ernst Huth en 1892 e incluyó var. typica, var. hybrida (ahora P. intermedia), var. nudicarpa, y var. emodi (ahora P. emodi). Krylov en 1901 pensó que había dos especies, P. anomala y P. hybrida que consistían en var. hybrida y var. intermedia. En 1904, Trautvetter trató a P. intermedia como una subespecie de P. anomala. Nikolai Schipczinsky agrupó a P. anomala, P. hybrida y como su variedad intermedia en la serie Dentatae con el carácter común de "lóbulos foliares incisos o con margen dentado" en la Flora de la URSS de 1937. Stern reconoció una especie, P. anomala con dos variedades: anomala con frutos sin pelo e intermedia con pelos suaves. Según Hong y Pan, la pilosidad de los frutos varía tanto en P. anomala como en P. veitchii, y el único carácter que difiere constantemente entre los dos taxones es el número habitual de flores en desarrollo por tallo: uno para P. anomala y dos para cuatro en P. veitchii. Esta fue la razón para proponer reducir el estado de estos taxones a P. anomala ssp. anomala y P. anomala ssp. veitchii respectivamente.

### Clasificación Moderna
Aunque alguna literatura moderna todavía considera a P. veitchii como una subespecie de P. anomala, un análisis genético reciente ha demostrado que P. anomala, aunque es diploide, es el resultado de un cruce entre Paeonia lactiflora y P. veitchii. Morfológicamente, no obstante, P. anomala es muy similar a P. veitchii y muy diferente de P. lactiflora. P. anomala y P. veitchii también comparten una química común, como las antocianinas únicas específicas. P. anomala and P. veitchii also share a common chemistry, such as specific unique anthocyanins.

### Etimología
Se dice que el nombre de la especie anomala, que significa "desviado", se refiere al color del otoño, que es único entre las peonías.

## Distribución y Ecología
P. anomala es conocida desde Rusia, desde la península de Kola hasta la República de Altái y el lago Baikal, el noreste de Kazajistán, China (noroeste de Xinjang) y el norte de Mongolia. Se ha naturalizado en Finlandia. Crece en circunstancias relativamente húmedas, como bosques de coníferas y caducifolios, valles y praderas, en el extremo sur a 1000–2500 m de altitud, pero más al norte hasta el nivel del mar. Su población más al norte en el valle del río Taz, crece en un bosque con árboles enanos como Larix sibirica, Betula pubescens, Alnus viridis subsp. fruticosa, Sorbus aucuparia subsp. sibirica, arbustos como Rosa majalis, Lonicera pallasii, Ribes spicatum subsp. Hispídulo, y gramíneas como Calamagrostis canescens.
P. anomala es autofértil. Los mamíferos, como los ciervos o conejos, no lo comen.

## Cultivo
P. anomala solía cultivarse en jardines botánicos, pero ahora está disponible para los jardineros como ornamental. Es fácil de cultivar y prefiere un suelo rico en profundidad, neutro o ligeramente alcalino, pero también hace frente a la cal. Lo hace igualmente bien en sol o dapple sombra. Las plantas son intolerantes a los suelos inundados o muy secos. En los suelos arenosos las plantas generalmente producen más hojas y menos flores. Como se puede esperar de una especie de Siberia, sobrevive a temperaturas de al menos -25 °C. Las plantas tienen un buen valor ornamental y pueden sobrevivir en los jardines durante al menos 50 años. Esta peonía inhibe el crecimiento de plantas adyacentes, especialmente las leguminosas. A todas las peonías les disgustan las alteraciones de sus raíces, y necesitan tiempo para recuperarse después de ser replantadas o divididas.

## Usos
A finales del siglo XIX, las raíces de P. anomala se comían crudas y se desmenuzaban en sopa en el noroeste de Siberia por el pueblo Khakas. En Mongolia, las frutas y raíces de Paeonia anomala se usan para tratar el dolor abdominal inferior, la indigestión, las enfermedades renales, la enuresis nocturna, el sangrado, la coagulación sanguínea, el agotamiento y las enfermedades respiratorias en la medicina tradicional. El extracto de la fruta protege contra el estrés oxidativo, eliminando los radicales libres, elevando las concentraciones de glutatión en las células e inhibiendo el daño al ADN. Los compuestos como el ácido elágico, el galato de metilo, el galato de etilo, el fischerosido B y los derivados de quercetina son responsables de esta protección.